# Osbornellus brevitubus
Osbornellus brevitubus är en insektsart som beskrevs av Freytag 2008. Osbornellus brevitubus ingår i släktet Osbornellus och familjen dvärgstritar. Inga underarter finns listade i Catalogue of Life.